# Narasaraopet
Narasaraopet è una suddivisione dell'India, classificata come municipality, di 95.002 abitanti, situata nel distretto di Guntur, nello stato federato dell'Andhra Pradesh. In base al numero di abitanti la città rientra nella classe II (da 50.000 a 99.999 persone).

## Geografia fisica
La città è situata a 16° 15' 0 N e 80° 4' 0 E e ha un'altitudine di 54 m s.l.m..

## Società

### Evoluzione demografica
Al censimento del 2001 la popolazione di Narasaraopet assommava a 95.002 persone, delle quali 47.929 maschi e 47.073 femmine. I bambini di età inferiore o uguale ai sei anni assommavano a 10.502, dei quali 5.373 maschi e 5.129 femmine. Infine, coloro che erano in grado di saper almeno leggere e scrivere erano 61.272, dei quali 34.316 maschi e 26.956 femmine.